# Tomiichi Murayama
Pour les articles homonymes, voir Murayama (homonymie).
Tomiichi Murayama (村山 富市, Murayama Tomiichi), né dans la préfecture d'Ōita le 3 mars 1924, est un homme d'État japonais, qui est le 52e Premier ministre du Japon, à la tête du 81e cabinet, entre le 30 juin 1994 et le 11 janvier 1996.

## Biographie

### Situation personnelle

#### Des origines modestes
Tomiichi Murayama est né le 3 mars 1924 dans la préfecture d'Ōita. Il est le septième d'une fratrie de onze enfants, dont le père, Hyakutarō, était un vendeur de poissons et le deuxième fils d'un amimoto (網元, un propriétaire de navire et d'équipements de pêche). Murayama perd son père à l'âge de 14 ans et est contraint, faute de moyens, à arrêter sa scolarité au bout de 8 ans, ce qui était alors au Japon la durée minimale de scolarisation. Sa mère essaiera par la suite de subvenir aux besoins de sa famille en vendant des poissons à la criée. L'expérience de la pauvreté forgera les premières opinions politiques de Murayama.

#### Formation
De son côté, le jeune Murayama commença à travailler et suivait des cours du soir en parallèle afin d'avoir un jour la possibilité d'intégrer une université. Le jour de ses 20 ans, en 1944, il fut mobilisé dans l'armée mais n'a jamais quitté le Japon.
Il obtient son diplôme de l'école de Sciences politiques et économiques de l'université Meiji juste après la guerre, en 1946.

### Parcours politique

#### Premier ministre (1994-1996)
Adhérent du Parti socialiste japonais (PSJ), devenu après 1996 le Parti social-démocrate, il fut le premier socialiste à occuper la fonction de Premier ministre en presque 50 ans, le précédent ayant été Tetsu Katayama de 1947 à 1948. Il a accédé à la tête du gouvernement grâce au soutien d'une grande coalition unissant le PSJ à son ancien rival de toujours, le Parti libéral-démocrate (PLD, centre droit conservateur libéral), qui fut au pouvoir sans discontinuer de sa création en 1955 à 1993, et à une petite formation centriste et progressiste formée en 1993 par des dissidents de ce dernier, le Nouveau Parti pionnier.  
Il est resté célèbre pour la « déclaration Murayama », son discours à l'occasion du 50e anniversaire de la fin de la Seconde Guerre mondiale, le 15 août 1995, où il a présenté ses excuses pour les atrocités commises par le Japon lors de cette guerre.